# Annastacia Palaszczuk
Annastacia Palaszczuk (Durack, 25 luglio 1969) è una politica e avvocato australiana con cittadinanza tedesca che dal febbraio 2015 ricopre il ruolo di 39° e attuale premier del Queensland. È leader della sezione del Queensland del Partito Laburista Australiano (ALP) dal marzo 2012 e membro dell'Assemblea legislativa del Queensland (MLA) per la divisione di Inala dal settembre 2006. È la prima donna nella storia dell'Australia a vincere la premiership dall'opposizione e a guidare un governo a maggioranza femminile.
Palaszczuk è stata consulente politico e avvocato prima di essere eletta all'Assemblea legislativa, succedendo al padre Henry Palaszczuk nel seggio di Inala. Ha ricoperto varie cariche nel governo Bligh dal 2009 al 2012, quando i laburisti del Queensland hanno subito una storica sconfitta. Essendo una dei soli sette deputati laburisti rimasti, Palaszczuk è stata eletta senza opposizione come leader dei laburisti del Queensland, diventando leader dell'opposizione.
Nonostante la pesante sconfitta dei laburisti nel 2012, Palaszczuk ha portato i laburisti alla vittoria alle elezioni del 2015, diventando la prima donna nella storia australiana a diventare premier di uno Stato dall'opposizione. Il suo primo ministero è stato a maggioranza femminile, un'altra novità in Australia. Ha poi portato i laburisti a maggioranze più ampie nelle elezioni del 2017 e del 2020, diventando la prima donna premier australiana a vincere tre mandati consecutivi.

## Vita e formazione giovanile
Palaszczuk è cresciuta nel sobborgo di Brisbane a Durack. Suo padre, il veterano deputato laburista Henry Pałaszczuk, è nato in Germania da genitori polacchi. La madre australiana, Lorelle, discende da coloni tedeschi. Ha frequentato il St Mary's College di Ipswich dal 1982 al 1986. Si è laureata in Lettere e in Giurisprudenza presso l'Università del Queensland, ha conseguito un Master of Arts presso la London School of Economics and Political Science (dove è stata borsista Chevening) e un Graduate Diploma of Legal Practice presso l'Università Nazionale Australiana.

## Gli inizi della carriera politica
Palaszczuk ha lavorato come consulente politico per diversi ministri laburisti, tra cui il ministro per le Comunità, le Disabilità e Anzianità, Warren Pitt, e l'ex ministro dell'Ambiente, Dean Wells. In seguito ha deciso di intraprendere una carriera nella professione legale e stava studiando per l'abilitazione alla professione quando il padre ha annunciato la sua intenzione di ritirarsi alle elezioni del 2006.
Sulla scia del ritiro del padre, ha partecipato e vinto le preselezioni laburiste per il seggio di Inala, nella zona sud-occidentale di Brisbane, il seggio laburista più sicuro del Queensland, ed è stata eletta con un margine di oltre 30 punti.
Il 9 ottobre 2008 è stata nominata Segretario parlamentare del Ministro per le strade principali e il governo locale in seguito alla defezione di Ronan Lee ai Verdi. Poco più di cinque mesi dopo è stata nominata ministro per i Servizi per la disabilità e gli Affari multiculturali nel ministero Bligh dopo le elezioni del 2009. Nel febbraio 2011 è stata promossa a ministro dei Trasporti e degli Affari multiculturali.
Annastacia Palaszczuk è membro del partito Laburista del Queensland.

## Leader dell'opposizione
Alle elezioni del 2012, il governo Bligh è stato sconfitto in modo schiacciante dal partito Nazionale Liberale guidato da Campbell Newman, perdendo 44 seggi. Palaszczuk ha perso oltre il 17% dei suoi voti alle primarie dal 2009, ma ha mantenuto il suo seggio con un voto alle primarie del 46,2% e un voto bipartitico del 56,9%, con una variazione del 14% rispetto al 2009.
Il giorno successivo alle elezioni, Bligh si è dimesso da premier e leader del partito e si è ritirato dalla politica. Palaszczuk, uno dei tre membri superstiti del gabinetto di Bligh, ha annunciato che si sarebbe candidata a succedergli, così come Curtis Pitt che si è ritirato in un secondo momento. Palaszczuk ha così potuto assumere la leadership senza opposizioni durante la seduta del gruppo laburista del 28 marzo a Ipswich, nella quale Bligh non ha partecipato. Tim Mulherin è stato eletto vice leader, anch'egli senza opposizione.
Palaszczuk ha affrontato il compito di ricostruire un partito che aveva appena subito la peggiore sconfitta di un governo in carica nella storia del Queensland, e tra le peggiori che un partito al governo abbia mai subito a livello statale in Australia. Ha dovuto inoltre affrontare la difficoltà di guidare un gruppo di opposizione di soli sette membri, due in meno dello status ufficiale (anche se Newman ha successivamente promesso che i laburisti avrebbero avuto tutti i diritti e le risorse spettanti all'opposizione ufficiale). Dopo aver assunto la leadership, Palaszczuk ha dichiarato: "Dobbiamo renderci rilevanti per gli elettori. Dobbiamo tornare alle nostre basi. I diritti dei lavoratori, la protezione dell'ambiente, gli investimenti nell'istruzione: questi sono i principi fondamentali dei laburisti e da qualche parte lungo il percorso abbiamo semplicemente perso la strada". Ha inoltre dichiarato: "Non mi faccio illusioni sul compito che ci aspetta, sulla ricostruzione che dobbiamo fare e sul fatto che dobbiamo ripristinare la fiducia della gente nel Partito laburista del Queensland".
Dopo la sua elezione, Palaszczuk si è scusata per aver "violato la fiducia dei cittadini del Queensland", facendo riferimento alla decisione del governo Bligh di vendere i beni dello Stato dopo aver promesso di non farlo alle elezioni del 2009. Questa decisione è stata "comunicata male alla comunità", ha detto, "Ci sono state altre questioni, ma questo è il singolo punto in cui abbiamo perso la fiducia della comunità. Per questo mi scuso". Palaszczuk ha difeso la decisione in sé, affermando che è stata presa per salvare posti di lavoro in tutto lo Stato, ma ha ammesso che il Governo avrebbe dovuto essere più aperto e più rapido riguardo alla politica.
Il 29 marzo 2012, Annastacia Palaszczuk ha annunciato che sarebbe stata favorevole all'estensione del mandato parlamentare a quattro anni, come avviene negli altri Stati australiani, così come Newman.

## Premier del Queensland

### Primo mandato: 2015–2017

#### Elezioni del 2015
Durante il periodo in cui è stata leader dell'opposizione, Palaszczuk ha colmato il divario bipartitico tra laburisti e il Partito Nazionale Liberale del Queensland, e in diverse occasioni ha superato Newman come premier preferito. Nonostante ciò, la maggior parte degli osservatori ha dato ai laburisti poche possibilità di vincere le elezioni statali del 2015. I laburisti avevano bisogno di uno scarto di 36 seggi per fare di Palaszczuk la seconda donna premier del Queensland e la prima donna premier australiana eletta dall'opposizione: un'impresa ritenuta quasi impossibile dato che il partito si presentava alle elezioni con soli nove seggi (avendo conquistato due seggi dal Partito Nazionale Liberale del Queensland in elezioni suppletive).
Tuttavia, in un risultato che ha sorpreso anche gli osservatori laburisti più ottimisti, i laburisti hanno ottenuto uno scarto di 12 punti e le proiezioni della notte elettorale vedevano il partito molto vicino alla conquista di una maggioranza di governo. A seconda delle fonti, ai laburisti mancavano due o tre seggi per ottenere la vittoria assoluta. I laburisti hanno anche estromesso Newman nel suo stesso seggio, cosa che era accaduta a un premier in carica solo una volta nella storia del Queensland. Il risultato finale ha visto 44 seggi per i laburisti e 42 per il Partito Nazionale Liberale del Queensland. L'equilibrio del potere spettava all'unico indipendente presente in aula, Peter Wellington, e ai due deputati del Katter's Australian Party. Il 5 febbraio, Wellington ha annunciato il suo sostegno a un governo laburista sotto la guida di Palaszczuk, dando ai laburisti 45 seggi su 89, una maggioranza parlamentare di uno. La stessa Palaszczuk ha riportato Inala al suo precedente status di seggio laburista, ottenendo uno scarto di 18 punti per aumentare la sua maggioranza al 25%, la seconda più alta dello Stato.
Il 9 febbraio 2015, con le proiezioni che davano i laburisti sicuri di avere almeno un governo di minoranza, Palaszczuk ha dichiarato che intendeva incontrare il governatore Paul de Jersey l'11 febbraio per comunicargli la possibilità di formare un governo. Qualche ora dopo la proclamazione dei risultati, Paul de Jersey ha invitato formalmente Annastacia Palaszczuk a formare un governo. La Palaszczuk ha prestato giuramento il 14 febbraio 2015. È stato il settimo cambio di governo nel Queensland dal 1915.

#### Amministrazione pubblica
Durante la campagna elettorale del 2015, Palaszczuk ha fatto dei dipendenti pubblici e dell'interruzione dei tagli al servizio pubblico una priorità fondamentale.
I bilanci del governo laburista hanno generalmente aumentato i finanziamenti e sono stati accolti positivamente per quanto riguarda la sanità e l'istruzione, ma i bilanci incentrati sui dipendenti pubblici e sulla disoccupazione hanno ricevuto recensioni contrastanti nei vari anni.
Il governo Palaszczuk ha dato priorità alla creazione di posti di lavoro per i dipendenti pubblici durante il suo primo mandato di governo. Nel corso dei primi due mandati di governo, il servizio pubblico ha guadagnato 30 000 lavoratori, un tasso di crescita superiore a quello della popolazione.

#### Riforme elettorali
Le modifiche apportate con successo alla legge elettorale attraverso la legislazione e i referendum all'inizio del 2016 comprendevano: l'aggiunta di altri quattro seggi parlamentari da 89 a 93, il passaggio dal voto preferenziale facoltativo al voto preferenziale completo e il passaggio da mandati triennali non fissi a mandati quadriennali fissi.

### Secondo mandato: 2017–2020

#### Elezioni del 2017
Annastacia Palaszczuk ha guidato i laburisti alle elezioni statali del Queensland del 2017 nella speranza di ottenere un secondo mandato. I sondaggi suggerivano che la corsa sarebbe stata serrata.
Il risultato non fu noto per quasi due settimane. Undici giorni dopo le elezioni, il computer elettorale di Antony Green, analista elettorale dell'ABC, ha indicato che il governo di minoranza laburista in carica aveva conquistato almeno 47 dei 93 seggi dell'Assemblea legislativa allargata, sufficienti per formare un governo di maggioranza. Alla fine i laburisti hanno ottenuto 48 seggi, con uno scarto netto di quattro seggi a loro favore, consentendo di formare il governo con due seggi.

#### Cambiamento climatico e ambiente
Le politiche ambientali di Palaszczuk hanno incluso l'introduzione di un divieto sui sacchetti di plastica monouso e l'attuazione di un programma di riciclaggio con rimborso dei contenitori, con il sostegno dell'opposizione del LNP.
Nel maggio 2018, dopo aver ottenuto la maggioranza parlamentare, Palaszczuk ha approvato una serie di nuove leggi sulla restrizione del disboscamento del territorio, il cui tasso di deforestazione è il più alto del Paese. Il dibattito è stato così acceso che è stato prolungato fino alle 22:30 per avere più tempo per discutere la legislazione. I gruppi ambientalisti locali hanno elogiato la legislazione, mentre le aziende agricole hanno protestato fuori dal Parlamento del Queensland opponendosi alle leggi sul disboscamento.
Palaszczuk ha lanciato il piano laburista sul cambiamento climatico per raggiungere il 50% di energie rinnovabili entro il 2030 e la neutralità delle emissioni di carbonio entro il 2050.

#### Diritti LGBT
L'11 maggio 2017, il Parlamento del Queensland ha presentato scuse ufficiali alle persone condannate per reati omosessuali durante il periodo di criminalizzazione. Sostiene il matrimonio tra persone dello stesso sesso e ha fatto campagna per votare il "sì" durante il plebiscito nazionale. Palaszczuk ha sostenuto e contribuito ad approvare, nell'agosto 2020, una legge che vieta la terapia di conversione, che prevede che gli operatori sanitari che tentano questa pratica siano incarcerati fino a 18 mesi.

#### Aborto
Nell'ottobre 2018 il Parlamento ha approvato il Termination of Pregnancy Act, che legalizza gli aborti fino a 22 settimane di gestazione e istituisce zone sicure di 150 m intorno alle cliniche abortive.

#### Miniera di carbone di Carmichael
Palaszczuk è stata oggetto di polemiche da parte dei gruppi ambientalisti locali per aver sostenuto la miniera di carbone Carmichael.
La miniera ha suscitato notevoli polemiche a causa dei suoi potenziali danni ambientali e del suo impatto sul cambiamento climatico. L'opposizione alla miniera di carbone ha portato alla creazione della campagna di Greenpeace "Stop Adani".
Prima delle elezioni federali del 2019, Palaszczuk è stata accusata sia dagli ambientalisti che dall'industria mineraria del carbone di aver bloccato il processo di approvazione. Alla fine, le elezioni federali hanno visto un forte allontanamento dei laburisti dal Queensland, il che ha scatenato la speculazione che Palaszczuk potesse perdere il governo alle elezioni successive. Tuttavia, il governo di Palaszczuk ha vinto un altro mandato nel 2020, ottenendo ulteriori seggi.
Palaszczuk ha firmato un accordo che consente ad Adani di rinviare i pagamenti delle royalties per un periodo di tempo non specificato nell'ottobre 2020, scatenando le critiche dei verdi. L'accordo ritarda alcuni pagamenti, ma tutte le tasse sulle royalties devono essere pagate. Il tesoriere Cameron Dick ha dichiarato: "Posso assicurarvi che Adani pagherà ogni dollaro di royalties che deve pagare alla popolazione del Queensland, con gli interessi".

#### Pandemia COVID-19
Il Queensland ha rilevato il primo caso positivo di COVID-19 il 28 gennaio 2020. Un giorno dopo, Palaszczuk ha dichiarato l'emergenza sanitaria. Lo Stato ha registrato il primo decesso a causa del virus il 13 marzo.
Palaszczuk ha annunciato misure di confinamento e la chiusura delle frontiere statali a partire dal 23 marzo, mentre i casi confermati seguono la tendenza mondiale a salire. È stato vietato il funzionamento dei servizi non essenziali e sono state chiuse scuole e università. Quando la "curva" ha iniziato ad appiattirsi, Palaszczuk ha proceduto a ridurre gradualmente le restrizioni a partire dalla fine di aprile, e a luglio il Queensland ha ridotto la maggior parte delle restrizioni sul coronavirus.
La parte più controversa delle restrizioni alla pandemia è stata la chiusura dei confini statali. Dopo essere state revocate a tutte le regioni tranne il Victoria a luglio, le frontiere sono state nuovamente chiuse nel Nuovo Galles del Sud e nel Territorio della Capitale Australiana all'inizio di agosto dopo un picco di casi in queste aree. La chiusura delle frontiere statali ha suscitato critiche importanti da parte della premier del Nuovo Galles del Sud Gladys Berejiklian, del primo ministro del Territorio della Capitale Australiana Andrew Barr e del primo ministro Scott Morrison, in particolare dopo che a una donna di Canberra è stato negato l'ingresso nel Queensland per partecipare al funerale del padre. Le frontiere sono state gradualmente ripristinate quando i casi hanno iniziato a diminuire nel NSW e nel Victoria, fino alla completa apertura delle frontiere degli Stati il 1º dicembre.
Nonostante le critiche alla chiusura delle frontiere dello Stato da parte di fonti esterne, Palaszczuk ha registrato un alto indice di gradimento tra gli elettori del Queensland, registrando il 65% di soddisfazione in un Newspoll.
Durante la pandemia di COVID-19, Palaszczuk ha annunciato e approvato una legge per il congelamento dei salari dei dipendenti pubblici a partire dall'inizio dell'anno finanziario, sostenendo che fosse necessario per la sicurezza e la creazione di posti di lavoro futuri. I Verdi e il Partito Nazionale Liberale del Queensland si sono opposti al congelamento, con il tesoriere Tim Mander che ha dichiarato la situazione una "debacle".

### Terzo mandato: 2020–presente

#### Elezioni del 2020
Annastacia Palaszczuk ha guidato i laburisti del Queensland alle elezioni del 2020 ed è stata sfidata dall'opposizione del Partito Nazionale Liberale del Queensland guidato da Deb Frecklington.
Palaszczuk si è presentata alle elezioni del 2020 in una posizione di forza, riscuotendo un'immensa popolarità tra gli abitanti e gli elettori del Queensland, con un indice di gradimento spesso superiore al 60%. Al contrario, Deb Frecklington, leader del Partito Nazionale Liberale del Queensland, è diventata sempre più impopolare tra gli elettori, distanziando Palaszczuk come premier preferito di circa 20 punti e subendo un indice di gradimento netto negativo.
Per distogliere gli elettori dall'impopolarità di Frecklington, il Partito Nazionale Liberale del Queensland ha mandato in onda molte campagne negative che includevano l'impopolare ex vicepremier Jackie Trad, etichettandola come "Dodgy Jackie" e sostenendo che sarebbe diventata premier in un conflitto di leadership se i laburisti avessero vinto le elezioni. La campagna dei laburisti ha sfruttato l'impopolarità di Frecklington, sostenendo che il suo governo avrebbe fatto da eco al governo Newman, che era piuttosto impopolare.
Sebbene il vicepremier Jackie Trad sia stato sconfitto nel suo seggio di South Brisbane, è stato l'unico seggio perso dal governo alle elezioni. I laburisti hanno ottenuto quattro seggi, vincendone 52, mentre l'opposizione del LNP ne ha conquistati solo 34, con una perdita netta di cinque seggi. I laburisti hanno conquistato 35 dei 40 seggi di Brisbane, registrando il miglior risultato nella capitale dal 2009. Palaszczuk ha dichiarato la vittoria la sera stessa delle elezioni, mentre Frecklington ha ammesso e rassegnato le dimissioni dalla leadership il giorno successivo.

#### Eutanasia
Durante la campagna elettorale del 2020, Palaszczuk ha annunciato che il suo governo avrebbe legalizzato l'eutanasia entro febbraio 2021, nonostante l'opposizione del Partito Nazionale Liberale del Queensland. Molti hanno sostenuto che l'approccio di Palaszczuk alla questione fosse semplicemente per guadagnare voti dai seggi marginali, cosa che la stessa Palaszczuk ha negato.

#### Leggi sulla giustizia giovanile
Nel 2021, Annastacia Palaszczuk ha annunciato una serie di nuove misure più severe rivolte ai delinquenti di età giovanile. Tra queste il rafforzamento dei poteri della polizia, leggi più severe contro la rapina, l'inversione della presunzione di libertà su cauzione per alcuni reati e le cavigliere GPS. Il governo Palaszczuk ha inoltre approvato una legge che dà alla polizia il potere di arrestare e perquisire le persone senza un ragionevole sospetto, con l'intento di ridurre il possesso di coltelli soprattutto da parte dei giovani.
Un anno dopo ha annunciato un'altra serie di misure, tra cui la costruzione di due nuovi centri di detenzione per giovani, un programma di condanna rapida, una serie di pene aumentate e pattuglie di polizia ad alta visibilità.

## Vita privata
Annastacia Palaszczuk è stata sposata con il giornalista George Megalogenis dal 1996 al 1998 e con Simon Every, all'epoca capo dello staff del senatore Joe Ludwig, dal 2004 al 2009. Dal 2015 al 2018 il suo compagno è stato Shaun Drabsch, consulente per le infrastrutture. Durante le elezioni del Queensland del 2017, Drabsch avrebbe avuto un conflitto di interessi sulla miniera di carbone Carmichael della Adani Group. Palaszczuk e Drabsch si sono separati amichevolmente nel febbraio 2018.